# Dragon Ball Daima
Pour les articles homonymes, voir Dragon Ball (homonymie).
Autre
Dragon Ball Daima (ドラゴンボールDAIMA, Doragon Bōru Daima) est une série télévisée d'animation japonaise produite par le studio Toei Animation. Créée à l'occasion du 40e anniversaire de la franchise par Akira Toriyama, elle comporte 20 épisodes diffusés entre octobre 2024 et février 2025 sur Fuji Television au Japon et en streaming sur Animation Digital Network, Crunchyroll et Netflix (VOSTFR) ainsi qu'à la télévision sur Mangas en France (VOSTFR).
Quelques mois après la défaite du monstre Boo, Son Goku et ses amis croient le monde débarrassé de la plus grande menace de l'univers. Mais à la suite d'une conspiration sournoise, ils se retrouvent mystérieusement réduits à une taille minuscule, bouleversant leur existence et leurs capacités de combat. Alors que des êtres démoniaques avides de vengeance, les Makaïoshins, apparaissent sur Terre, et étant déterminés à retrouver leur taille normale pour lutter contre eux, ils entreprennent un voyage audacieux vers un monde nouveau et inexploré, à la recherche de nouvelles Dragon Ball, seul espoir pour conjurer le maléfice.
Le premier épisode de la série animée est diffusé en avant-première mondiale le 6 octobre 2024 au Tokyo Big Sight, à Tokyo, lors de l'événement Dragon Ball Daimatsuri. Cet événement, ouvert au public sur invitation, propose diverses animations ainsi que la présence d'invités spéciaux dont Masako Nozawa, la voix japonaise de Son Goku.

## Histoire
L'histoire de Dragon Ball Daima est un spin-off du manga d'Akira Toriyama et de la série Dragon Ball Z. Elle se situe à la fin de l'arc Boo et est une série à part entière par rapport à la série animée Dragon Ball Super. Comme celle-ci, elle ne reprend pas le scénario de la série Dragon Ball GT.
Après le combat contre Boo qui s'est achevée sur le triomphe de Son Goku, les Terriens coulent des jours heureux, ne se méfiant pas du danger qui les attend. Le démon Gomah (ゴマー, Gomā), devenu roi depuis la mort de Dabra face à Boo, depuis le royaume des Démons, ourdit un plan machiavélique contre la Z-Team. Ses serviteurs, Degesu et un fameux doyen Namek, ainsi que lui-même débarquent sur Terre, envahissent le palais de Dendé et invoquent Shenron grâce à un sort lancé par le doyen Namek. Grâce à celui-ci, leur unique souhait qui est de rajeunir Goku et toute la Z-Team devient réalité. Ils décident en plus d'emporter Dendé pour que la Z-Team ne puissent pas l'utiliser pour retrouver leurs tailles d'origine.
De l'autre côté de la planète, alors que nos héros célèbrent le neuvième anniversaire de Trunks, ils sont tous victimes du vœu de Gomah, tandis que le pauvre prince, s'attendant à grandir d'un an, rajeunit de plus belle. Son Goku et ses amis se lancent alors à l'aventure dans le royaume des Démons à la recherche de nouvelles Dragon Ball pour conjurer le maléfice.

## Univers
L'intrigue de Dragon Ball Daima prend place dans le royaume des Démons. Celui-ci est dirigé par Gomah (ゴマー, Gomā), qui fait suite aux règnes d'Abra puis Dabra. Le monde est sous-divisé en trois mondes démoniaques, dont chacun possède une Dragon Ball protégée par un Tamagami (タマガミ, Tamagami). Certains peuples proviennent du royaume des Démons, dont les Nameks et les Glinds, dont fait partie Kaio Shin. Les habitants du royaume possèdent tous les oreilles pointues,.

## Fiche technique
- Titre original : ドラゴンボールDAIMA (Doragon Bōru Daima)
- Titre français : Dragon Ball Daima
- Réalisation : Aya Komaki, Yoshitaka Yashima[4]
- Scénario : Yūko Kakihara, Akira Toriyama
- Character designer : Katsuyoshi Nakatsuru, Akira Toriyama
- Studio d'animation : Toei Animation
- Musique :
- Sociétés de distribution : Toei Animation
- Pays d'origine :  Japon
- Langue originale : japonais
- Genre : aventure, fantastique
- Date de sortie :
  - Japon : 11 octobre 2024[5]

## Liste des épisodes
Akio Iyoku, le producteur de la série, a laissé entendre qu'un secret se cache dans les titres des épisodes de la série. Il parle des lettres en rouge que cela formerait une signification ou un élément sur lequel réfléchir.
| No | Titre français  | Titre japonais | Titre japonais | Date de 1re diffusion |
| No | Titre français  | Kanji          | Rōmaji         | Date de 1re diffusion |
| -- | --------------- | -------------- | -------------- | --------------------- |
| 1  | Complot         | インボウ       | Inbō           | 11 octobre 2024       |
| 2  | Glorio          | グロリオ       | Gurorio        | 18 octobre 2024       |
| 3  | Daima           | ダイマ         | Daima          | 25 octobre 2024       |
| 4  | Trop bavards    | オシャベリ     | Oshaberi       | 1er novembre 2024     |
| 5  | Panzy           | パンジ         | Panji          | 8 novembre 2024       |
| 6  | Coup de foudre  | イナヅマ       | Inazuma        | 15 novembre 2024      |
| 7  | Collier         | クビワ         | Kubiwa         | 22 novembre 2024      |
| 8  | Tamagami        | タマガミ       | Tamagami       | 29 novembre 2024      |
| 9  | Voleurs         | トウゾク       | Touzoku        | 6 décembre 2024       |
| 10 | Océan           | ウナバラ       | Unabara        | 13 décembre 2024      |
| 11 | Légende         | デンセツ       | Densetsu       | 20 décembre 2024      |
| 12 | Véritable force | ソコヂカラ     | Sokojikara     | 27 décembre 2024      |
| 13 | Surprise        | サプライズ     | Sapuraizu      | 10 janvier 2025       |
| 14 | Tabou           | タブー         | Tabū           | 17 janvier 2025       |
| 15 | Troisième Œil   | サードアイ     | Sādoai         | 24 janvier 2025       |
| 16 | Degesu          | デゲス         | Degesu         | 31 janvier 2025       |
| 17 | Gomah           | ゴマー         | Gomā           | 7 février 2025        |
| 18 | Réveil          | メザメ         | Mezame         | 14 février 2025       |
| 19 | Trahison        | ウラギリ       | Uragiri        | 21 février 2025       |
| 20 | Maximum         | ゼンカイ       | Zenkai         | 28 février 2025       |

## Doublage
| Personnage           | Voix japonaises                           |
| -------------------- | ----------------------------------------- |
| Son Goku             | Masako Nozawa                             |
| Son Gohan            | Masako Nozawa                             |
| Son Goten            | Masako Nozawa                             |
| Vegeta               | Ryō Horikawa Yūdai Mino (Mini)            |
| Kaïo Shin            | Yūji Mitsuya Yumiko Kobayashi (Mini)      |
| Bulma                | Aya Hisakawa Mai Nakahara (Mini)          |
| Trunks               | Takeshi Kusao Tsubasa Yonaga (Mini)       |
| Gotenks              | Masako Nozawa et Takeshi Kusao            |
| Piccolo              | Toshio Furukawa Tomohiro Yamaguchi (Mini) |
| Krilin               | Mayumi Tanaka Aki Kanada (Mini)           |
| Chichi               | Naoko Watanabe Ai Kakuma (Mini)           |
| Mister Satan         | Masashi Ebara Tōru Takurai (Mini)         |
| Majin Buu            | Kōzō Shioya Shino Amuro (Mini)            |
| Yamcha               | Ryōta Suzuki                              |
| Tortue Géniale       | Masaharu Satō Nobuaki Kanemitsu (Mini)    |
| Oolong               | Naoki Tatsuta                             |
| le narrateur         | Naoki Tatsuta                             |
| Dende                | Aya Hirano Erina Goto (Mini)              |
| C-18                 | Miki Itō                                  |
| Pual                 | Naoko Watanabe                            |
| Shenron              | Ryūzaburō Ōtomo                           |
| Polunga de Dai Makai | Ryūzaburō Ōtomo                           |
| Glorio               | Koki Uchiyama                             |
| Panzy                | Fairouz Ai                                |
| Gomah                | Showtaro Morikubo                         |
| Tamagami Numéro 3    | Kenta Miyake                              |
| Majin Kuu            | Tomokazu Seki                             |
| Majin Duu            | Fukushi Ochiai                            |